# كارلوس كازاس
كارلوس كازاس (بالإسبانية: Carlos Casas)‏ هو مخرج إسباني، ولد في 1974.